# الکساندر کوسارف
الکساندر بوریسویچ کوسارف (به روسی: Александр Борисович Косарьев) (زاده ۲۰ سپتامبر ۱۹۷۷ در ریونه) بازیکن والیبال اهل روسیه عضو سابق تیم ملی والیبال روسیه و بازیکن فعلی باشگاه بلگراد است. الکسی در المپیک ۲۰۰۴ و ۲۰۰۸ به همراه تیم ملی روسیه به مدال برنز دست یافت.